# Eta Crateris
Eta Crateris là tên của một ngôi sao đơn độc nằm ở phía nam chòm sao Cự Tước, tức là ở vùng rìa phía bên trái của chòm sao này. Eta Crateris trên bầu trời thì nằm ở phíc đông bắc của Zeta Crateris và hướng bắc-tây bắc của 31 Crateris. Bộ ba chòm sao này tạo thành một tam giác gần như là một tam giác vuông một cách hoàn hảo với góc vuông ở ngôi sao này, cạnh huyền có hai đầu mút là Zeta Crateris và 31 Crateris. Ngôi sao này cũng nằm bên phải (tức hướng te6y) của một ngôi sao sáng tên là Gamma Corvi.
Với mặt thường, ta nhìn thấy ngôi sao này mờ nhạt do cấp sao biểu kiến của nó là khoảng 5,17. Với giá trị thị sai của nó là 12,97 mas đo được từ trái đất , nó cách mặt trời của chúng ta khoảng xấp xỉ 280 năm ánh sáng. Ở khoảng cách này, độ sáng của nó bị giảm đi do bụi trong môi trường liên sao.
Eta Crateris được các nhà nghiên cứu phân loại là một ngôi sao loại A nằm trong dãy chính với phân loại là A0 V. Bán kính của nó gấp 2,7 lần khi so với mặt trời, bán kính gấp 48,5 lần và nhiệt độ hiệu dụng nơi quang cầu của nó là khoảng 9687 Kelvin. Tốc độ tự quay của nó được tính toán là 65 km/s.

## Dữ liệu hiện tại
Theo như quan sát, đây là ngôi sao nằm trong chòm sao Cự Tước  và dưới đây là một số dữ liệu khác:
Xích kinh 11h 56m 00.95323s
Độ nghiêng −17° 09′ 02.9781″
Cấp sao biểu kiến 5.17
Cấp sao tuyệt đối +1.00
Vận tốc hướng tâm 15.0 ± 4.2 km/s
Loại quang phổ A0 V
Giá trị thị sai 12.97 ± 0.23 mas